# Aristogitus
Aristogitus is een kevergeslacht uit de familie van de boktorren (Cerambycidae). De wetenschappelijke naam van het geslacht werd voor het eerst geldig gepubliceerd in 1864 door Thomson.

## Soorten
Aristogitus is monotypisch en omvat slechts de volgende soort:
- Aristogitus cylindricus (Thomson, 1861)